# Microxip subcutani

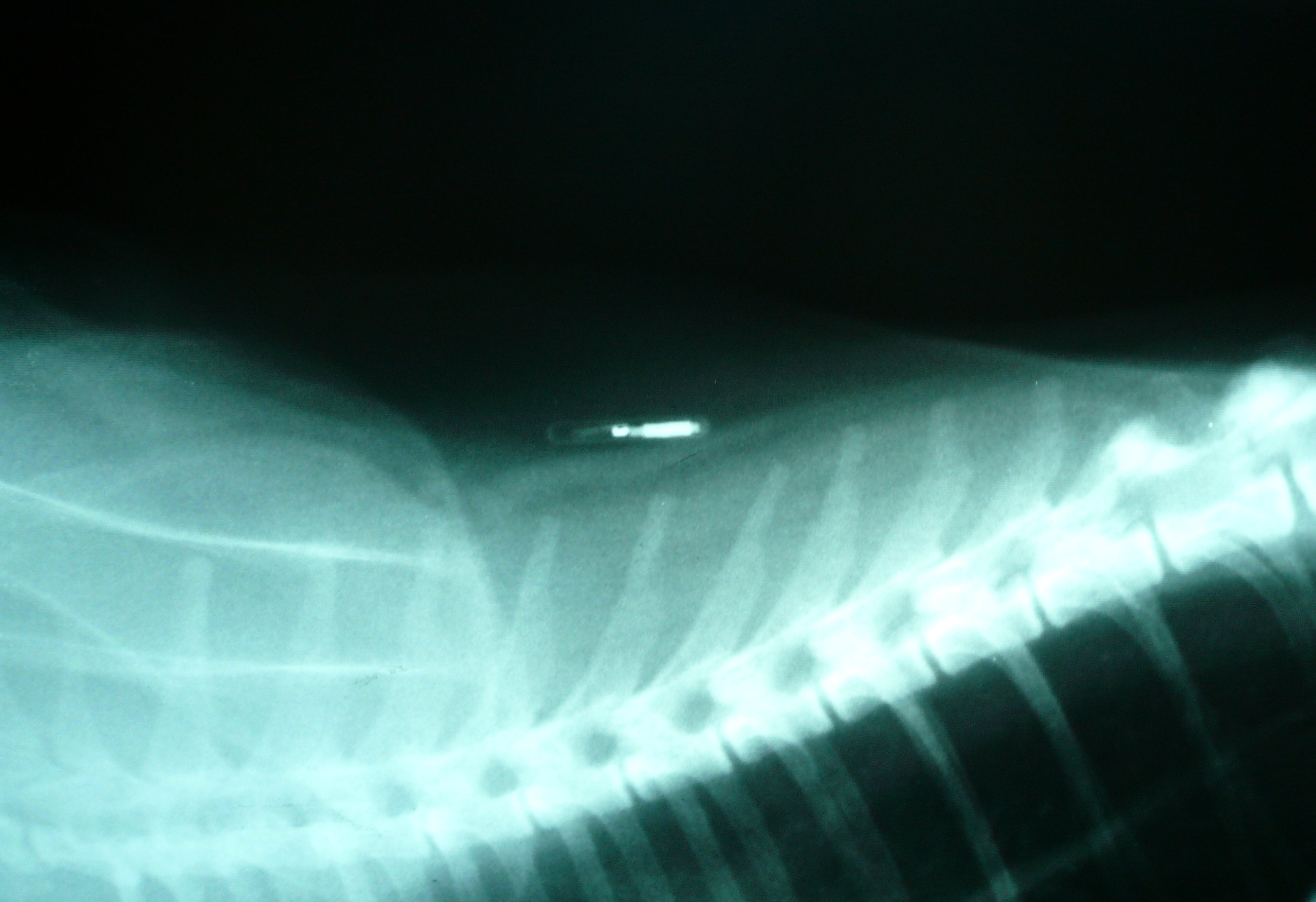
Un microxip en el cos d'un gat

Un microxip subcutani o microxip d'identificació és una petita càpsula de vidre especial que té una mida d'un gra d'arròs i que conté un transponedor amb un codi únic que permet la identificació d'animals.
Encara que el xip s'utilitza normalment (amb més freqüència) en gossos i gats, hi ha diverses espècies en les que pot ser aplicat, en els cavalls és fins i tot obligatori. S'arribat a un compromís a nivell internacional en adoptar l'ISO per als xips d'identificació d'animals, de manera que puguin ser llegits amb el mateix lector de xips.

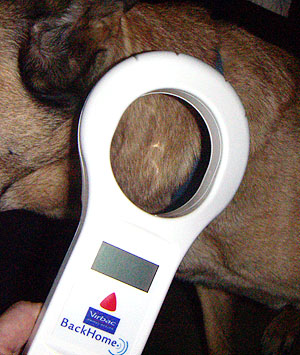
Lector de microxip

El microxip d'identificació s'implanta sota la pell entre els omòplats de l'animal amb l'ajuda d'una agulla d'injecció especial. A continuació, s'assegura que el vidre especial del microxip estigui situat de manera que no impedeixi el normal creixement del teixit on s'ha implantat. El microxip subcutani respon a un senyal que li envia el lector de microxip i li retorna el codi únic, que té gravat de fàbrica, agafant l'alimentació del mateix senyal (el microxip d'identificació és passiu, no porta cap bateria). El microxip d'identificació conté un número únic de quinze dígits amb el que pot ser fàcilment rastrejada la identitat d'un animal. Per tal de ser capaç de llegir el microxip subcutani existeixen uns lectors de microxips dissenyats especialment per aquesta finalitat.
Cal passejar el lector de microxip al llarg del cos de l'animal i en el moment en què el lector s'ha acostat prou al microxip, apareix a la pantalla l'esmentat codi de quinze dígits. Sobre la base d'aquest codi es pot llavors verificar la identitat de l'animal, o en el cas de tractar-se d'un animal extraviat es pot passar aquest número a la base de dades central per a recuperar-ne les dades del propietari.